# Marc Laffineur
Pour les articles homonymes, voir Laffineur.
 (avril 2016).
Si vous disposez d'ouvrages ou d'articles de référence ou si vous connaissez des sites web de qualité traitant du thème abordé ici, merci de compléter l'article en donnant les références utiles à sa vérifiabilité et en les liant à la section « Notes et références ».
Marc Laffineur, né le 10 août 1945 à Maubeuge (Nord), est un homme politique français, ancien membre des Républicains. À partir de 2007, il exerce la fonction de 1er vice-président de l'Assemblée nationale jusqu'au 29 juin 2011, date à laquelle il est nommé secrétaire d'État auprès du ministre de la Défense et des Anciens combattants jusqu'au 10 mai 2012.

## Biographie
Benjamin d'une famille de 16 enfants et père de 3 enfants, Marc Laffineur est docteur en médecine.
Marc Laffineur est élu conseiller général de Maine-et-Loire en 1982. L'année suivante, il devient maire d'Avrillé. Il est réélu à ce poste en 1989, 1995 et 2001. En 2008, il gagne l'élection municipale d'Avrillé au premier tour avec 59,63 % des voix.
Il occupe un poste de vice-président de la communauté urbaine Angers Loire Métropole de 2001 à 2020.
En 1988, il est élu député (UDF) de la 7e circonscription de Maine-et-Loire.
Initialement membre de l'UDF, il reste à Démocratie libérale lorsque le courant quitte l'UDF en mai 1998. Il conserve son siège lors des élections législatives françaises de 1993, 1997 et 2002.
En 2007, il est élu au premier tour avec 51,70 % des voix.
Marc Laffineur est élu 1er vice-président de l'Assemblée nationale par ses pairs en 2007 et est largement réélu à cette fonction chaque année jusqu'en 2011. Il est par ailleurs membre de la Commission des Finances et coprésident du groupe d'études sur les maladies orphelines, qu'il a lui-même fondé.
Rapporteur spécial du budget des collectivités territoriales à l’Assemblée nationale, membre du Comité des finances locales et de la Commission chargée de la labellisation des pôles d’excellence rurale, Marc Laffineur porte dans son travail parlementaire une attention particulière aux élus et aux territoires. Auteur du rapport de suivi de la réforme de la taxe professionnelle et artisan de la création du fonds de péréquation sur les droits de mutation à titre onéreux, il porte l’engagement de la majorité pour la justice fiscale entre les territoires. Il mène ensuite une mission sur la création du fonds national de péréquation sur les ressources intercommunales et communales qui doit redistribuer 1 milliard d’euros en 2015.
Marc Laffineur a appartenu à la Commission des Affaires européennes de l'Assemblée nationale au sein de laquelle il a été chargé du rapport d'information sur l'avant-projet de budget général des Communautés européennes.
En février 2002, il appelle à voter pour Jacques Chirac plutôt que pour Alain Madelin. Après la disparition de DL en septembre 2002, il devient membre de l'UMP et est élu vice-président du groupe UMP de l'Assemblée Nationale de 2004 à 2007 auprès de Bernard Accoyer.
De 2003 à 2004, Marc Laffineur a été auditeur de la 56e session nationale de l’IHEDN.
En 2006, il prend la présidence de la fédération UMP de Maine-et-Loire à Roselyne Bachelot.
En 2008, Marc Laffineur est nommé 1er vice-président délégué de Dialogue & Initiative. Fondé en 2000 par Michel Barnier, Jacques Barrot, Dominique Perben et Jean-Pierre Raffarin, Dialogue & Initiative a préfiguré la création de l'UMP et a rassemblé 120 parlementaires de la droite et du centre. Il anime ensuite le club autour d'un leitmotiv : « Comment remettre l'économie au service de l'homme ? ». En vue de l'élaboration du projet présidentiel pour 2012, il organise en 2011 deux Colloques à l'Assemblée nationale sur les thèmes : « Argent et Humanisme font-ils bon ménage ? » et « Les écarts de salaire sont-ils sans limites ? ».
Le 29 juin 2011, il est nommé secrétaire d’État auprès du ministre de la Défense et des anciens Combattants. En octobre 2011, il lance avec son collègue Jean Leonetti, le Ministre des affaires européennes le courant des Humanistes de l'UMP.
Il se présente lors des élections législatives françaises de 2012. Lors du second tour, il rassemble 50,10 % des voix contre 49,90 % pour la candidate socialiste Silvia Camara-Tombini.
En 2012 et 2013, il prend part au mouvement d'opposition au mariage homosexuel en France.
Lors de l'élection municipale d'Avrillé de 2014, la liste qu'il conduit rassemble 65,28% des suffrages et il est réélu.
Il s’est vu remettre, le 10 mars 2016, les insignes de colonel de la réserve citoyenne.
Il soutient Alain Juppé pour la primaire présidentielle des Républicains de 2016.
Le 14 novembre 2017, il annonce quitter Les Républicains à la suite de l'élection de Laurent Wauquiez et à une ligne politique jugée trop à droite.

## Détail des fonctions et des mandats[6]
Mandats locaux
- 14 mars 1983 - 19 mars 1989 : maire d'Avrillé
- 20 mars 1989 - 18 juin 1995 : maire d'Avrillé
- 19 juin 1995 - 18 mars 2001 : maire d'Avrillé
- 19 mars 2001 - 16 mars 2008 : maire d'Avrillé
- 17 mars 2008 - 04 juillet 2020 : maire d'Avrillé (réélu en mars 2014. Se représente en 2020 mais arrive troisième à l'issue du premier tour et quitte la vie politique[7])
- 15 avril 2001 - 16 mars 2008 : vice-président de la Communauté d'agglomération d'Angers Loire Métropole
- 16 mars 2008 - 04 juillet 2020 : vice-président de la Communauté d'agglomération d'Angers Loire Métropole
- 22 mars 1982 - 2 octobre 1988 : conseiller général du Canton d'Angers-Nord-Ouest
- 3 octobre 1988 - 27 mars 1994 : conseiller général du Canton d'Angers-Nord-Ouest
- 28 mars 1994 - 18 mars 2001 : conseiller général du Canton d'Angers-Nord-Ouest
- 17 mars 1986 - 27 juin 1988 : conseiller régional des Pays de la Loire

Mandats parlementaires
- 12 juin 1988 - 1er avril 1993 : député de la 7e circonscription de Maine-et-Loire
- 21 mars 1993 - 21 avril 1997 : député de la 7e circonscription de Maine-et-Loire
- 1er juin 1997 - 18 juin 2002 : député de la 7e circonscription de Maine-et-Loire
- 19 juin 2002 - 19 juin 2007 : député de la 7e circonscription de Maine-et-Loire
- 20 juin 2007 - 29 juillet 2011 : député de la 7e circonscription de Maine-et-Loire
- 20 juin 2012 - 20 juin 2017 : député de la 7e circonscription de Maine-et-Loire

Fonction ministérielle
- 29 juin 2011 - 10 mai 2012 : secrétaire d’État auprès du ministre de la Défense et des Anciens combattants

Fonctions politiques
- 1993 - 1997, secrétaire général adjoint de l’UDF
- 1997 - 2002, secrétaire général adjoint de Démocratie libérale
- 2006 - 2016 : président de la fédération UMP de Maine-et-Loire
- À partir de 2008, Premier vice-président délégué de Dialogue et Initiative
- À partir de 2013, Secrétaire général de France moderne et humaniste
- Membre de la Fondation Prospective et Innovation

Autres fonctions
- 24 juin 1988 - 1er avril 1993 : secrétaire de l'Assemblée nationale
- 31 mai 1995 - 21 avril 1997 : secrétaire de l'Assemblée nationale
- 28 juin 2007 - 6 juillet 2011 : 1er vice-président de l'Assemblée nationale
- Depuis 2010, président puis président d'honneur de l'Association nationale France-Canada
- 2016 - 2020, membre du bureau de l'Association des Maires de France

## Décoration
- Chevalier de la Légion d'honneur (14 juillet 2018)[8]